# Пугач, Игорь Александрович
Игорь Александрович Пугач (укр. Ігор Олександрович Пугач, позывной — Волк; 13 декабря 1979, Кременчуг — 28 августа 2022, Дементиевка) — украинский военнослужащий, майор, участник российско-украинской войны. Герой Украины (2024, посмертно).

## Биография
Игорь Пугач родился 13 декабря 1979 года в городе Кременчуг Полтавской области. После переезда семьи окончил Пришибскую среднюю школу. С декабря 1997 года проходил срочную службу в учебной бригаде внутренних войск МВД Украины в Золочеве. В июле 1999 года начал службу по контракту в Кременчугском отдельном батальоне внутренних войск МВД Украины. Начал службу в звании прапорщика, был кинологом, затем заочно получил высшее образование, получил офицерское звание и занимал командные должности.
С 2014 года неоднократно выполнял боевые задания в зоне проведения АТО/ООС на востоке Украины. За несколько месяцев до полномасштабного вторжения России в Украину был переведен на должность заместителя командира батальона 3-й бригады оперативного назначения Национальной гвардии Украины.
С началом российского вторжения в феврале 2022 года принимал участие в обороне Харькова. 28 августа 2022 года погиб в бою вблизи села Дементиевка Харьковского района. Похоронен с воинскими почестями на кладбище села Пришиб.

## Награды
- Звание «Герой Украины» с удостоением ордена «Золотая Звезда» (28 июня 2024, посмертно) — за личное мужество и героизм, проявленные в защите государственного суверенитета и территориальной целостности Украины, верность военной присяге[1].
- Орден Богдана Хмельницкого III степени (16 августа 2022) — за личное мужество и высокий профессионализм, проявленные в защите государственного суверенитета и территориальной целостности Украины, верность военной присяге[2].

## Память
- В августе 2022 года одна из улиц Кременчуга переименована в честь Игоря Пугача.
- На фасаде дома, в котором проживал Игорь Александрович, установлена мемориальная доска.
- В феврале 2024 года в честь Игоря Пугача названа улица в селе Пришиб.